# مدينة جوفاء (فلم)
مدينةٌ جوفاءٌ (بالإنجليزية: Hollow City) هو فيلم أنغولي صدر عام 2004 للمخرجة ماريا جواو جانجا. يعد الفيلم من أوائل الأفلام التي أُنتجت في أنغولا منذ نهاية الحرب الأهلية وأول فيلمٍ من إنتاج امرأة أنغولية. صُوّر الفيلم في أحد المواقع بمدينةِ لواندا في أنغولا، وصدر بعددٍ من النسخ الدوليّة بما في ذلك نسخةٌ باللغة البرتغالية مع ترجمةٍ للحوار بالإنجليزية.

## القصّة
يدور الفيلم حول حياة يتيمٍ يُدعى ندالا نُقل إلى مدينة لواندا بعد وفاة والديه خلال الحرب الأهلية الأنغولية. رغبةً منه في العودة إلى مسقطِ رأسه، يهرب ندالا من الراهبات اللواتي أنقذوه في شوارع المدينة. يتجول من مكان إلى آخر ليلتقي بشخصيات مختلفة بينهم شابٌ يُدعى زي يحاول مساعدته في العثور على منزل عائلته كما يتعامل مع مجرم آخر يُدعى جوكا الذي يستغلُّ ندالا من أجل مصالحه الخاصّة.